# Dorney Park & Wildwater Kingdom
Koordinaten: 40° 34′ 41″ N, 75° 31′ 54″ W
Dorney Park & Wildwater Kingdom ist ein US-amerikanischer Freizeitpark in Allentown, Pennsylvania, der 1884 als Dorney Park eröffnet wurde. Seit 1985 lautet der Name Dorney Park & Wildwater Kingdom. Der Park wird von Cedar Fair Entertainment Company betrieben.

## Liste der Achterbahnen

### Bestehende Achterbahnen
| Name                | Typ                                                 | Hersteller                     | Eröffnungsjahr |
| ------------------- | --------------------------------------------------- | ------------------------------ | -------------- |
| Hydra the Revenge   | Floorless Coaster                                   | Bolliger & Mabillard           | 2005           |
| Iron Menace         | Dive Coaster                                        | Bolliger & Mabillard           | 2024           |
| Possessed           | Shuttle Coaster, Launched Coaster, Inverted Coaster | Intamin                        | 2008           |
| Steel Force         | Hyper Coaster                                       | D.H. Morgan Manufacturing      | 1997           |
| Talon               | Inverted Coaster                                    | Bolliger & Mabillard           | 2001           |
| Thunderhawk         | Holzachterbahn                                      | Philadelphia Toboggan Coasters | 1924           |
| Wild Mouse          | Wilde Maus                                          | Maurer Rides                   | 2000           |
| Woodstock's Express | Familienachterbahn                                  | Zamperla                       | 2000           |

### Geschlossene Achterbahnen
| Name                 | Typ                                 | Hersteller                | Eröffnung | Schließung |
| -------------------- | ----------------------------------- | ------------------------- | --------- | ---------- |
| Dragon Coaster       | Familienachterbahn, Powered Coaster | Zamperla                  | 1988      | 2010       |
| Flying Dutchman      | Stahlachterbahn ohne Inversion      | Pinfari                   | 1977      | 1988       |
| Great Scenic Railway | Holzachterbahn                      | Frederick Ingersoll       | 1905      | 1912       |
| Hercules             | Holzachterbahn                      | Dinn Corporation          | 1989      | 2003       |
| Kiddie Coaster       | Kinderachterbahn                    | B. A. Schiff & Associates | 1952      | unbekannt  |
| Laser                | Stahlachterbahn mit Inversionen     | Schwarzkopf               | 1986      | 2008       |
| Mini Coaster         | Kinderachterbahn                    | Miler Manufacturing       | 1957      | 1985       |
| Steel First          | Kinderachterbahn                    | Allan Herschell Company   | 1986      | 2010       |
| Stinger              | Inverted Coaster, Shuttle Coaster   | Vekoma                    | 2012      | 2017       |
| Wild Mouse           | Wilde Maus, Hybrid Coaster          | B. A. Schiff & Associates | 1958      | 1965       |